# Okres Pardubice

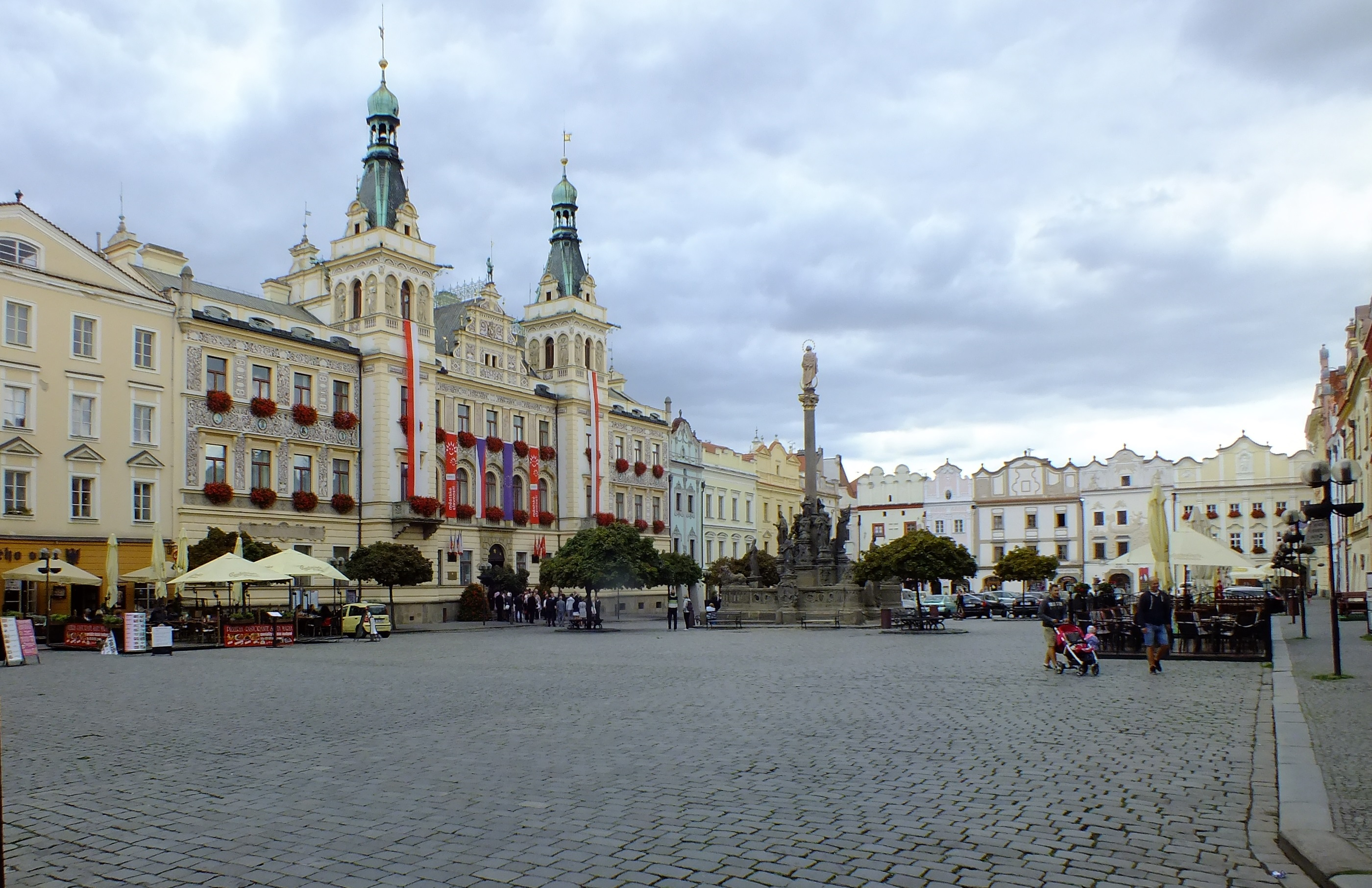
Centrum okresního města

Okres Pardubice je okresem v Pardubickém kraji. Jeho dřívějším sídlem bylo město Pardubice.
V rámci kraje sousedí na jihu s okresem Chrudim a na východě s okresem Ústí nad Orlicí. Dále pak na jihozápadě a západě sousedí s okresy Kutná Hora a Kolín Středočeského kraje a na severu a severovýchodě s okresy Hradec Králové a Rychnov nad Kněžnou Královéhradeckého kraje.

## Struktura povrchu
K 31. prosinci 2003 měl okres celkovou plochu 888,98 km², z toho:
- 60,23 % zemědělských pozemků, kterou z 81,85 % tvoří orná půda (49,30 % rozlohy okresu)
- 39,77 % ostatní pozemky, z toho 63,47 % lesy (25,24 % rozlohy okresu)

## Demografické údaje
Data k 30. červnu 2005:
| Popis          | Celkem  | Ženy           | Muži           |
| -------------- | ------- | -------------- | -------------- |
| počet obyvatel | 160 251 | 82 520 51,49 % | 77 731 48,51 % |
| průměrný věk   | 40,6    | 42,2           | 39,0           |

- hustota zalidnění: 180 ob./km²
- 71,88 % obyvatel žije ve městech

### Zaměstnanost
(2003)
| Počet obyvatel se stálým zaměstnáním | 48 568    |
| Průměrný plat                        | 15 892 Kč |
| Nezaměstnaných                       | 5 861     |
| Míra nezaměstnanosti                 | 7,17 %    |

### Školství
(2003)
| Druh školy                     | Počet škol |
| ------------------------------ | ---------- |
| Mateřské školy                 | 80         |
| Základní školy                 | 54         |
| Gymnázia                       | 5          |
| Střední školy průmyslové školy | 14         |
| Střední odborná učiliště       | 10         |
| Vyšší odborné školy            | 4          |

### Zdravotnictví
(2003)
| Lékaři                          | 616 |
| Nemocnice                       | 3   |
| Specializovaná léčebná zařízení | 2   |
| Zubní lékaři                    | 74  |
| Lékárny                         | 49  |

### Zdroj
- Český statistický úřad

## Doprava
Území pardubického okresu se rozkládá na křižovatce hlavních železničních tratí (Praha – Brno, Havlíčkův Brod – Liberec) a na částečně splavném Labi do Chvaletic. Na okraj okresu vede dálnice D11 z Prahy. Započala také výstavba dálnice D35, která bude na tuto dálnici plynule navazovat a bude se křížit na mimoúrovňové křižovatce u Opatovic nad Labem se silnicí pro motorová vozidla I/37 spojující dvě krajská města: Hradec Králové a Pardubice.

### Silniční doprava
Okresem prochází dálnice D11 a D35, dále silnice I. třídy silnice I/2, I/17, I/35, I/36 a I/37.
Silnice II. třídy jsou II/298, II/305, II/322, II/323, II/324, II/327, II/333, II/340, II/342 a II/355.

### Železniční doprava
Okresem prochází železniční tratě : Praha – Česká Třebová, Pardubice – Havlíčkův Brod, Pardubice–Liberec, Chrudim–Borohrádek, Přelouč–Prachovice. 

## Seznam obcí a jejich částí
Města jsou uvedena tučně, městyse kurzívou, části obcí malince.

Barchov •
Bezděkov •
Borek •
Brloh (Benešovice) •
Břehy •
Bukovina nad Labem •
Bukovina u Přelouče •
Bukovka (Habřinka) •
Býšť (Bělečko • Hoděšovice • Hrachoviště) •
Časy •
Čeperka •
Čepí •
Černá u Bohdanče •
Dašice (Malolánské • Pod Dubem • Prachovice • Velkolánské • Zminný) •
Dolany •
Dolní Roveň (Horní Roveň • Komárov • Litětiny) •
Dolní Ředice •
Dříteč •
Dubany •
Hlavečník •
Holice (Kamenec • Koudelka • Podhráz • Podlesí • Roveňsko • Staré Holice) •
Holotín •
Horní Jelení (Dolní Jelení • Rousínov) •
Horní Ředice •
Hrobice •
Choltice (Ledec • Podhorky) •
Choteč •
Chrtníky •
Chvaletice (Hornická Čtvrť) •
Chvojenec •
Chýšť •
Jankovice (Kozašice • Seník) •
Jaroslav •
Jedousov (Loděnice) •
Jeníkovice •
Jezbořice •
Kasalice (Kasaličky) •
Kladruby nad Labem (Bílé Vchynice • Kolesa • Komárov) •
Kojice •
Kostěnice •
Křičeň •
Kunětice •
Labské Chrčice •
Lány u Dašic •
Lázně Bohdaneč •
Libišany •
Lipoltice (Pelechov • Sovoluská Lhota) •
Litošice (Krasnice) •
Malé Výkleky •
Mikulovice (Blato) •
Mokošín •
Morašice •
Moravany (Čeradice • Moravanský • Platěnice • Platěnsko • Turov) •
Němčice •
Neratov •
Opatovice nad Labem (Pohřebačka) •
Ostřešany •
Ostřetín (Vysoká u Holic) •
Pardubice (Bílé Předměstí • Cihelna • Černá za Bory • Doubravice • Dražkovice • Drozdice • Hostovice • Lány na Důlku • Mnětice • Nemošice • Nové Jesenčany • Ohrazenice • Opočínek • Pardubice-Staré Město • Pardubičky • Polabiny • Popkovice • Rosice • Semtín • Staré Čívice • Staročernsko • Studánka • Svítkov • Trnová • Zámek • Zelené Předměstí • Žižín)  •
Plch •
Poběžovice u Holic •
Poběžovice u Přelouče •
Podůlšany •
Pravy •
Přelouč (Klenovka • Lhota • Lohenice • Mělice • Škudly • Štěpánov • Tupesy) •
Přelovice •
Přepychy •
Ráby •
Rohovládova Bělá •
Rohoznice •
Rokytno (Bohumileč • Drahoš) •
Rybitví •
Řečany nad Labem (Labětín) •
Selmice •
Semín •
Sezemice (Dražkov • Kladina • Lukovna • Počaply • Velké Koloděje • Veská) •
Slepotice (Bělešovice • Lipec • Nové Holešovice) •
Sopřeč •
Sovolusky •
Spojil •
Srch (Hrádek • Pohránov) •
Srnojedy •
Staré Hradiště (Brozany • Hradiště na Písku) •
Staré Jesenčany •
Staré Ždánice •
Starý Mateřov •
Stéblová •
Stojice •
Strašov •
Svinčany (Dolní Raškovice • Horní Raškovice) •
Svojšice •
Tetov •
Trnávka •
Trusnov (Franclina • Opočno • Žíka) •
Třebosice •
Turkovice (Bumbalka • Rašovy) •
Uhersko •
Úhřetická Lhota •
Újezd u Přelouče •
Újezd u Sezemic (Zástava) •
Urbanice •
Valy •
Vápno •
Veliny •
Veselí •
Vlčí Habřina •
Voleč •
Vysoké Chvojno •
Vyšehněvice •
Zdechovice (Spytovice • Zbraněves) •
Žáravice •
Živanice (Dědek • Nerad)

### Změna hranice okresu
Do 1. ledna 2007 byly v okrese Pardubice ještě obce:
- Radhošť  – poté okres Ústí nad Orlicí
- Týnišťko – poté okres Ústí nad Orlicí

## Seznam správních obvodů obcí s rozšířenou působností
Okres se skládá ze tří správních obvodů obcí s rozšířenou působností, které jsou shodné se správními obvody obcí s pověřeným úřadem:
- Pardubice
- Přelouč
- Holice

## Památky

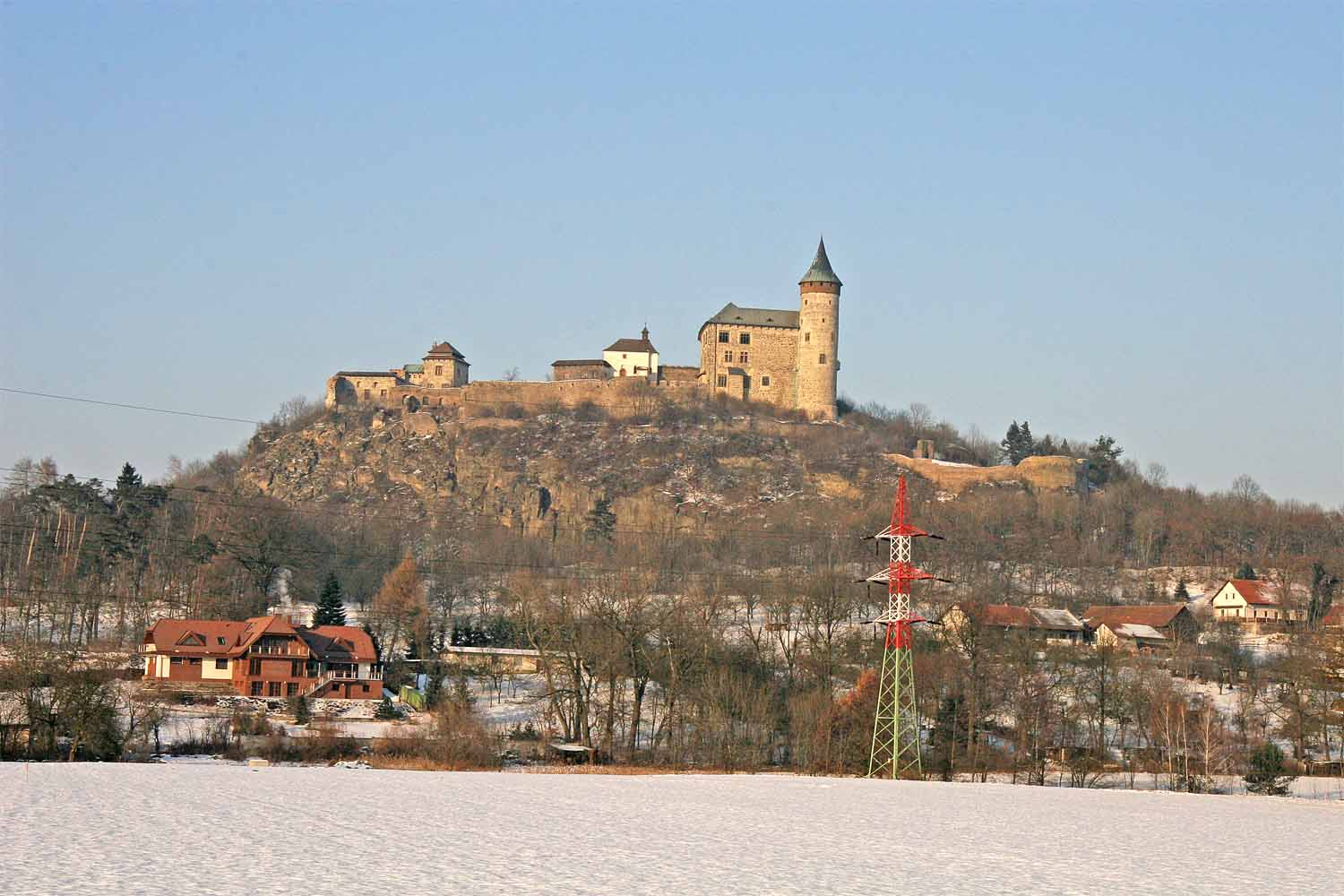
Hrad Kunětická hora

Přirozenou dominantou a symbolem pardubického regionu je hrad Kunětická hora. Hradní věž je nejvyšším místem v širokém okolí a nabízí výhled od hladin polabských rybníků až do Krkonoš. Kunětická hora je také významnou lokalitou zoologickou a botanickou, bohatým a chráněným nalezištěm četných druhů živočivhů a rostlin.
Další památky:
- Choltice – Barokní zámek
- Kladruby nad Labem – Barokně upravený renesanční zámek
- Pardubice – Rozlehlý renesanční zámek Pernštejnů
- Zdechovice – Zámek

## Řeky
- Labe
- Chrudimka
- Loučná
- Novohradka